# Ryds distrikt, Västergötland
Ryds distrikt är ett distrikt i Skövde kommun och Västra Götalands län. 
Distriktet ligger i norra delen av Skövde. 

## Tidigare administrativ tillhörighet
Distriktet inrättades 2016 och utgörs av en del av området Skövde stad omfattade till 1971, delen som före 1952 utgjorde  Ryds socken.
Området motsvarar den omfattning Ryds församling hade vid årsskiftet 1999/2000.